# 高宝玉
高宝玉（1954年—），辽宁台安人。汉族。加入中国共产党。天津大学工商管理专业毕业。
曾任辽宁省营口港务集团有限公司董事长、党委书记。
2008年，当选第十一届全国人民代表大会辽宁地区代表。2013年，当选第十二届全国人民代表大会辽宁地区代表。因涉嫌严重违纪违法，2015年5月29日，辽宁省第十二届人大常委会第十九次会议决定接受其辞去第十二届全国人民代表大会代表职务。2016年因涉嫌贿选被认定当选无效。